# Al Soukour Tobruk
L'Al-Soukour Tobruk è una società calcistica con sede a Tobruk in Libia.
Fondato nel 1947, il club milita nella massima serie libica.

## Rosa
| N. |                  | Ruolo | Calciatore        |
| -- | ---------------- | ----- | ----------------- |
| 9  | Libia (bandiera) | A     | Hamed Bader       |
| 10 | Libia (bandiera) | C     | Osama Fathi       |
|    | Libia (bandiera) | A     | Yousef El-Jarrari |

## Palmarès
- Libyan Cup: 1

1989

## Stadio
Il club gioca le gare casalinghe Tobrok Stadium che ha una capacità di 2000 posti a sedere.